# 1957 في الأردن
تسرد المقالة الأحداث التي حدثت خلال عام 1957 في الأردن.

## شاغلي المناصب
- الملك: الحسين
- رئيس الوزراء:
  - حتى 13 نيسان / أبريل: سليمان النابلسي
  - من 15 نيسان / أبريل حتى 24 نيسان / أبريل: حسين الخالدي
  - من 24 نيسان / أبريل: إبراهيم هاشم

## أحداث

### نيسان / أبريل
13 أبريل: محاولة انقلاب فاشلة.